# 辺地対策事業債
辺地対策事業債（へんちたいさくじぎょうさい）とは地方債の一種。略称は辺地債（へんちさい）。
辺地に係る公共的施設の総合整備のための財政上の特別措置等に関する法律（昭和37年4月25日法律第88号）に基づき、辺地とその他の地域との間における住民の生活文化水準の著しい格差の是正を図ることを目的として行われる公共施設の整備や情報通信基盤整備等に対して充当される。償還期間は据置期間を含み10年以内である。